# 湯川站
湯川站（日语：／ Yukawa eki */?）是位於和歌山縣東牟婁郡那智勝浦町，屬於西日本旅客鐵道（JR西日本）的紀勢本線（紀國線）車站。

## 歷史
- 1935年（昭和10年）7月18日 - 國鐵紀勢中線紀伊勝浦站至下里站開通，此站啟用[1]。
- 1940年（昭和15年）8月8日 - 江住站至串本站之間開通，同時路線改名為紀勢西線[1]。
- 1959年（昭和34年）7月15日 - 三木里站至新鹿站之間開通，同時路線改名為紀勢本線[1]。
- 1968年（昭和43年）4月22日 - 車站大樓重建竣工[2]。
- 1985年（昭和60年）3月14日 - 成為無人車站。
- 1987年（昭和62年）4月1日 - 伴隨國鐵分割民營化，車站由西日本旅客鐵道（JR西日本）營運[1]。

## 車站構造
此站為設有1面2線的島式月台，可進行列車交會的地面車站。月台設有上蓋。車站東邊接近湯川海灘，從月台可望見海灘。站房由混凝土製造的平房，位於月台西邊和國道42號之間，而月台與站房間透過行人隧道連接。
此站是由新宮站管理的無人車站，站內的售票櫃臺長期關閉狀態。廁所為男女共用，為抽水式廁所。直至2020年1月，此車不可使用ICOCA等交通系智能卡。

### 月台
| 月台 | 路線   | 方向                       |
| ---- | ------ | -------------------------- |
| 1    | 紀國線 | 紀伊勝浦、新宮方向         |
| 2    | 紀國線 | 串本、紀伊田邊、和歌山方向 |

- 以上的路線名是使用旅客資訊上的名稱（愛稱）。

## 使用狀況
以下列出近年1日平均乘車人次。
| 年度   | 一日平均 乘車人次 |
| ------ | ----------------- |
| 1998年 | 31                |
| 1999年 | 28                |
| 2000年 | 24                |
| 2001年 | 15                |
| 2002年 | 15                |
| 2003年 | 14                |
| 2004年 | 11                |
| 2005年 | 13                |
| 2006年 | 15                |
| 2007年 | 14                |
| 2008年 | 14                |
| 2009年 | 14                |
| 2010年 | 16                |
| 2011年 | 14                |
| 2012年 | 10                |
| 2013年 | 5                 |
| 2014年 | 6                 |
| 2015年 | 10                |
| 2016年 | 11                |
| 2017年 | 11                |

## 車站周邊
車站靠近岸邊，東邊為湯川海灘（也稱作湯川溫泉海灘）。從車站沿國道42號向北800米便到達鄉土之詩人佐藤春夫曾到訪的觀景景點Yukashi潟（日语：ゆかし潟），在附近也設有湯川溫泉。與那智勝浦町的勝浦溫泉不同，湯川溫泉相對比較幽靜的溫泉地帶，在從Yukashi潟的河流周邊設有數間旅館和酒店。過往曾經有許多觀光客使用列車前往，準急「南紀」（後來為急行）、急行「紀國」起停此站。在「紀國」廢止後，特急「黑潮」增加班次，只有部分列車停此站，隨後所有特急列車均不停此站，只有普通列車停此站。
- 湯川站前簡易郵局
- 夏山溫泉（日语：夏山温泉）

## 相鄰車站
西日本旅客鐵道
 紀國線（紀勢本線）
紀伊勝浦－湯川－太地

## 注腳
1. 1 2 3 4 5  曾根悟（監修）. 朝日新聞出版分冊百科編集部（編集） , 编. . 朝日百科週刊. 25號 紀勢本線、參宮線、名松線. 朝日新聞出版. 2010-01-10: 18–21.
2. ↑  天王寺鐵道管理局三十年寫真史　104頁(相片)，221頁(年表)
3. ↑  . JR出門網. 西日本旅客鐵道.   [2019年9月15日]. （原始内容存档于2019年9月15日）.
4. ↑  『和歌山縣統計年鑑』及『和歌山縣公共交通機關等資料集』

## 外部連結
- 湯川｜車站資訊：JR出門網 - 西日本旅客鐵道